# كرايغ ديكسون
كرايغ ديكسون (بالإنجليزية: Craig Dixon)‏ هو منافس ألعاب قوى أمريكي، ولد في 3 مارس 1926 في لوس أنجلوس في الولايات المتحدة.

## وصلات خارجية
- كرايغ ديكسون على موقع أوليمبيديا (الإنجليزية)